# Antonia Iacobescu
Antonia Clara Iacobescu, nota solo come Antonia (Bucarest, 12 aprile 1989), è una cantante, ballerina e modella rumena.
Interprete di brani di grande successo in Romania, con il brano Morena ha ottenuto anche un discreto successo internazionale. Nel 2015 ha pubblicato il suo primo album This Is Antonia.

## Carriera

### Musica
Nata nella capitale della Romania, all'età di 5 anni si trasferisce negli Stati Uniti con i genitori e si stabilisce prima nello Utah e poi a Las Vegas, nel Nevada, dove completa gli studi liceali ed entra nel mondo della moda. Diventata maggiorenne torna in Romania con la famiglia e qui conosce il dj connazionale Tom Boxer, con il quale inizia un sodalizio artistico. Con lui, nel 2009, incide il singolo Roses on fire, singolo che costuitisce il suo effettivo debutto a livello discografico. A questo seguono i brani: Morena e Shake it Mamma: il primo ottiene un buon successo internazionale, raggiungendo la numero 2 nella classifica romena e entrando nelle top 10 di altri tre mercati musicali.
Dopo un breve allontanamento dalle scene musicali per la maternità, ritorna nell'estate del 2011 con il singolo Marionette, scritto dal dj e produttore olandese Afrojack. Nell'autunno dello stesso anno esce il singolo Pleaca, in collaborazione con la band connazionale Vunk, raggiungendo per la prima volta la vetta della classifica rumena. Nel 2012 pubblica altre due canzoni: I Got You e Jameia; quest'ultima raggiunge la sesta posizione nella classifica generale rumena. A gennaio 2013 esce il suo nuovo singolo dal titolo Marabou, che diventa la sua seconda vetta nella classifica romena. A giugno viene pubblicato il singolo Nu stau in Hawaii.
Il 22 agosto pubblica il terzo singolo del 2013 dal titolo Hurricane, realizzato in collaborazione con l'artista e connazionale, Puya; di questo singolo esiste anche una versione in lingua inglese, cantata solo dalla Iacobescu. Il brano raggiunge la numero 8 della classifica rumena. Nel febbraio 2014 collabora con il gruppo musicale connazionale Holograf, cantando il loro singolo Întoarce-te acasă; nello stesso anno, il 7 maggio esce il singolo Wild Horses, che vede la collaborazione del cantante britannico Jay Sean. Il 15 gennaio 2015 pubblica sul suo canale YouTube il primo singolo del nuovo anno dal titolo Chica Loca.
Il 17 aprile dello stesso pubblica, sotto l'etichetta discografica rumena Roton, il suo album intitolato This is Antonia (Questa è Antonia), contenente 12 brani sia in formato fisico che digitale. 
Il 20 aprile 2016 pubblica sul suo canale ufficiale Youtube il nuovo singolo Vorbeste Lumea, interamente in lingua romena, scritto e musicato dal compagno e collega Alex Velea. Nel 2016 entra a far parte del supergruppo G-Girls insieme a Inna, Loredana Ciobotaru e Alexandra Stan, pubblicando con loro il singolo Call The Police. Negli anni successivi, seppur senza pubblicare altri album, l'artista continua a pubblicare vari singoli, in particolare i brani Matame e Trika Trika raggiungono rispettivamente la numero 2 e la numero 3 nella classifica rumena.

### Moda
Come modella ha posato per numerosi servizi fotografici ed ha lavorato con agenzie come Lenz, Ford Models, Laplace, Runge e riviste come FHM. Dal 2013 è diventata stilista per l'azienda di moda rumena MOJA, lanciando una sua personale linea d'abbigliamento.

## Vita privata
Antonia si è fidanzata nel 2011 con l'italiano Vincenzo Castellano da cui divorziò due anni dopo; dal loro matrimonio naque la primogenita Maya. Sempre nel 2013 ha iniziato una relazione sentimentale con il collega e connazionale Alex Velea; da lui ha avuto due figli: Dominic e Akim.

## Discografia

### Album in studio
- 2015 – This is Antonia

### Singoli
- 2009 – Roses on fire
- 2010 – Morena
- 2011 – Shake it Mamma
- 2011 – Marionette
- 2012 – I Got You
- 2012 – Jameia
- 2013 – Marabou
- 2013 – Nu stau in Hawaii
- 2013 – Hurricane
- 2014 – Wild Horses (feat. Jay Sean)
- 2015 – Chica Loca
- 2015 – Dream about my face
- 2016 – Gresesc
- 2016 – Suna-ma
- 2016 – Vorbeste Lumea
- 2017 – Dor de tine
- 2017 – Iubirea Mea (feat. Alex Velea)
- 2017 – Amya
- 2018 – Adio (feat. Connect-R)
- 2018 – Tango
- 2018 – Hotel Lounge
- 2018 – Matame
- 2019 – Touch Me (feat. Erik Frank)
- 2020 – Lie I Tell Myself
- 2020 – Como ¡Ay
- 2020 – Rebound

### Come G-Girls

#### Singoli
- 2016 – Call The Police
- 2017 – Milk & Honey

### Collaborazioni
- 2011 – Pleaca (Vunk feat. Antonia)
- 2014 – Întoarce-te acasă (Holograf feat. Antonia)
- 2014 – Fie ce-o fi (Carla's Dreams e Inna feat. Antonia)
- 2016 – Suna-ma (Carla's Dreams feat. Antonia)
- 2017 – Trika Trika (Faydee feat. Antonia)